# B' Katīgoria 2007-2008
L'edizione 2007-2008 della B' Katīgoria vide la vittoria finale dell'AEP Paphos.

## Formula
Le 14 squadre partecipanti hanno disputato il campionato incontrandosi in due gironi di andata e ritorno, per un totale di 26 giornate. Erano previste tre retrocessioni e tre promozioni. In caso di arrivo a pari merito contavano la classifica avulsa e le reti segnate negli scontri diretti.

## Classifica finale
|  |    | Classifica finale    | G  | V  | N  | P  | GF | GS | Dif | Pt |
|  | -- | -------------------- | -- | -- | -- | -- | -- | -- | --- | -- |
|  | 1  | AEP Paphos           | 26 | 17 | 3  | 6  | 46 | 22 | +24 | 54 |
|  | 2  | APEP Pitsilia        | 26 | 15 | 6  | 5  | 45 | 26 | +19 | 51 |
|  | 3  | Atromītos Geroskīpou | 26 | 13 | 7  | 6  | 41 | 23 | +18 | 46 |
|  | 4  | Digenīs Morphou      | 26 | 14 | 4  | 8  | 44 | 26 | +18 | 46 |
|  | 5  | Ermīs Aradippou      | 26 | 11 | 5  | 10 | 51 | 43 | +8  | 38 |
|  | 6  | Onīsilos Sōtīra      | 26 | 9  | 11 | 6  | 32 | 23 | +9  | 38 |
|  | 7  | Agia Napa            | 26 | 9  | 7  | 10 | 32 | 32 | +0  | 34 |
|  | 8  | Omonia Aradippou     | 26 | 8  | 9  | 9  | 25 | 24 | +1  | 33 |
|  | 9  | ASIL Lysī            | 26 | 8  | 8  | 10 | 20 | 24 | -4  | 32 |
|  | 10 | EN ThOΪ Lakatamia    | 26 | 8  | 7  | 11 | 28 | 40 | -12 | 31 |
|  | 11 | MEAP Nīsou           | 26 | 9  | 4  | 13 | 32 | 49 | -17 | 31 |
|  | 12 | Anagennīsī Deryneia  | 26 | 8  | 6  | 12 | 21 | 35 | -14 | 30 |
|  | 13 | Akritas Chlōrakas    | 26 | 5  | 7  | 14 | 22 | 39 | -17 | 22 |
|  | 14 | Olympos Xylophagou   | 26 | 4  | 4  | 18 | 23 | 56 | -33 | 16 |

G = Partite giocate; V = Vittorie; N = Nulle/Pareggi; P = Perse; GF = Goal fatti; GS = Goal subiti; DIF = Differenza reti;

### Verdetti
- AEP Paphos, APEP Pitsilia e Atromitos Geroskipou promossi in Divisione A.
- Anagennisi Deryneia, Akritas Chlorakas e Olympos Xylofagou retrocesse in Terza Divisione.